# 신장 오가노이드
사람의 유도만능줄기세포(iPSC) 혹은 배아줄기세포(ESC) 들이 순차적으로 Wnt와 FGF 신호가 존재하는 상황에서 배양되면, 이들 두 활성인자에 얼마동안 노출되었는지에 따라 이들은 요관 상피세포(UB ; Ureteric Bud), 후신 간충직(MM ; Metanephric Mesenchyme)을 형성한다. 이 둘의 전구세포를 동시에 배양하면, 콩팥과 유사한 오가노이드(organoid)가 형성된다. 이러한 신장 오가노이드는 실제 네프론 구조를 가지지는 않지만, 네프론과 집합관의 주요 세포 종류들을 형성한다.
이렇게 제작된 신장 오가노이드는 실제 신장의 발달단계를 연구하는 것과, 신장과 관련된 질병 모델을 만드는것, 그리고 약물의 신독성 테스트 등에 사용되고 있다. 다만 현재 신장 오가노이드는 관류가 가능한 혈관및 집합관을 형성하지는 못하는 한계가 있기 때문에 향후 더 다양한 질병 모델을 만들고 재생의학에 사용되기 위해서는 실제 신장의 혈관 형성과정을 모방하여, 좀더 고도화된 신장 오가노이드가 필요한 상황이다.

## 대표적 분화방법

### Little Method
Little 사단의 분화 방법. 2D 상태의 PSC를 50-60% Confluency정도로 준비한 후 CHIR을 4일간 처리하여 PS(Primitive Streak)으로 분화하고 성장인자인 FGF9과 Heparin을 3일간 처리하여 중간중배엽(IM ; intermediated mesoderm)으로 분화, CHIR shock을 주고 Air-Liquid 3D 배양 환경으로 옮겨주어 추가적으로 성숙 시킨다.

### Taguchi Method
Taguchi 사단의 분화 방법. UB, MM 을 각각 따로 분화시킨 후 공배양하여 실제 신장의 집합관 구조에 가까운 모습으로 분화시키는 방법이다.

## 혈관화

### 이식
쥐의 신장 캡슐 부위에 신장 오가노이드를 이식한 뒤 추가 성숙화를 시키면 쥐의 혈관과 오가노이드 내 존재하던 혈관내피 전구세포가 합쳐져 혈관화 되는 것으로 추정된다.

### 관류 배양
In vitro 상에서는 아직 직접적인 관류 모델이 없다. 다만 배양 틀에서 간접적인 관류를 형성하여 고도화, 혈관화하는 방법이 있다.